# Mistrzostwa Panamerykańskie w Zapasach 2013
Mistrzostwa rozegrano w dniach 5-7 kwietnia 2013 roku w mieście Panama.

## Tabela medalowa
|     | Państwo    |    |    |    | Razem: |
| --- | ---------- | -- | -- | -- | ------ |
| 1.  | Kuba       | 11 | 1  | 3  | 15     |
| 2.  | USA        | 5  | 3  | 7  | 15     |
| 3.  | Kanada     | 3  | 4  | 3  | 10     |
| 4.  | Dominikana | 1  | 3  | 4  | 8      |
| 5.  | Peru       | 1  | 0  | 1  | 2      |
| 6.  | Wenezuela  | 0  | 3  | 5  | 8      |
| 7.  | Brazylia   | 0  | 2  | 3  | 5      |
| 8.  | Argentyna  | 0  | 2  | 1  | 3      |
| 9.  | Kolumbia   | 0  | 1  | 7  | 8      |
| 10. | Meksyk     | 0  | 1  | 5  | 6      |
| 11. | Salwador   | 0  | 1  | 0  | 1      |
| 12. | Portoryko  | 0  | 0  | 2  | 2      |
| 13. | Gwatemala  | 0  | 0  | 1  | 1      |
|     | razem:     | 21 | 21 | 42 | 84     |

## Wyniki

### W stylu klasycznym
| Waga   | złoty                   | srebrny            | brązowy            | brązowy               |
| ------ | ----------------------- | ------------------ | ------------------ | --------------------- |
| 55 kg  | Max Nowry               | Cristian Novas     | Jairo Medina       | Alí Soto              |
| 60 kg  | Ismael Borrero Molina   | Diego Romanelli    | Jamel Johnson      | Francisco Encarnación |
| 66 kg  | Alexander Casal         | Manuel Torres      | Jaír Cuero Muñoz   | Alvaro Hubiera        |
| 74 kg  | Alexei Bell             | Juan Ángel Escobar | Jacob Fisher       | Carlos Wally          |
| 84 kg  | Gilberto Piquet Herrera | Alexander Brazón   | Jordan Holm        | José Arias Paredes    |
| 96 kg  | Yasmany Lugo Cabrera    | Kevin Mejía        | Caylor Williams    | Erwin Caraballo       |
| 120 kg | Ramón García            | Robert Smith       | Antonio dos Santos | Edgardo López         |

### W stylu wolnym
| Waga   | złoty                   | srebrny          | brązowy              | brązowy            |
| ------ | ----------------------- | ---------------- | -------------------- | ------------------ |
| 55 kg  | Mark McKnight           | Juan Ramírez     | Úber Cuero Muñoz     | Pedro Mejías       |
| 60 kg  | Alejandro Valdés        | Luis Portillo    | Brandon Díaz         | Ibsen Aguilar      |
| 66 kg  | Franklin Marén Castillo | Andrew Headlee   | Jeffry Ávila         | Hernán Guzmán Ipuz |
| 74 kg  | Yunieski Blanco         | Cleopas Ncube    | Edison Hurtado       | Nicholas Marable   |
| 84 kg  | Phil Keddy              | Tamerlan Tagziev | Yurieski Torreblanca | Juan Martínez      |
| 96 kg  | Javier Cortina          | Yuri Maier       | Riley Otto           | David Zabriskie    |
| 120 kg | Zachery Rey             | Korey Jarvis     | Jesse Ruíz           | Luis Vívenes       |

### W stylu wolnym kobiet
| Waga  | złoty              | srebrny          | brązowy                | brązowy             |
| ----- | ------------------ | ---------------- | ---------------------- | ------------------- |
| 48 kg | Thalía Mallqui     | Natasha Kramble  | Jennifer González      | Laura Peredo        |
| 51 kg | Jessica MacDonald  | Agüis Rivas      | Patricia Bermúdez      | Idirmis Acea García |
| 55 kg | Sarah Hildebrandt  | Yessica Oviedo   | Alma Valencia          | Yamilka Del Valle   |
| 59 kg | Yaquelin Estornell | Joice da Silva   | Janet Sobero           | Braxton Stone       |
| 63 kg | Justine Bouchard   | Katerina Vidiaux | Lais Nunes de Oliveira | Jackeline Rentería  |
| 67 kg | Stacie Anaka       | Leydi Izquierdo  | Julia Salata           | Gilda de Oliveira   |
| 72 kg | Lisset Hechavarría | Brittany Roberts | Erica Wiebe            | Andrea Olaya        |